# Cyclopyge
Il ciclopige (gen. Cyclopyge) è un artropode estinto appartenente ai trilobiti. Visse nell'Ordoviciano (circa 450 milioni di anni fa); i suoi resti sono stati ritrovati in Europa e in Nordamerica orientale.

## Descrizione
Questo minuscolo animale, lungo meno di un centimetro, era uno dei trilobiti più atipici. Il capo era enorme e dotato di due occhi dalle dimensioni inusitate rispetto al resto dell'animale. Il corpo stesso, insieme al pigidio poco sviluppato, superava di poco la lunghezza del capo; il torace era costituito da soli sei segmenti, dotati di pleure moderatamente spinose. Il pigidio era costituito da un solo elemento in cui il rachide era segmentato, mentre le pleure erano fuse insieme e solo leggermente striate. 

## Stile di vita
È molto probabile che il ciclopige fosse un nuotatore attivo, al contrario di gran parte degli altri trilobiti. Gli enormi occhi di questo animale potevano vedere praticamente in tutte le direzioni; alcuni studiosi ritengono che questo animale rimanesse nascosto nelle tane durante il giorno e fosse attivo esclusivamente durante la notte, emettendo luce propria attraverso i grandi organi tondeggianti.